# Señalización ferroviaria argentina

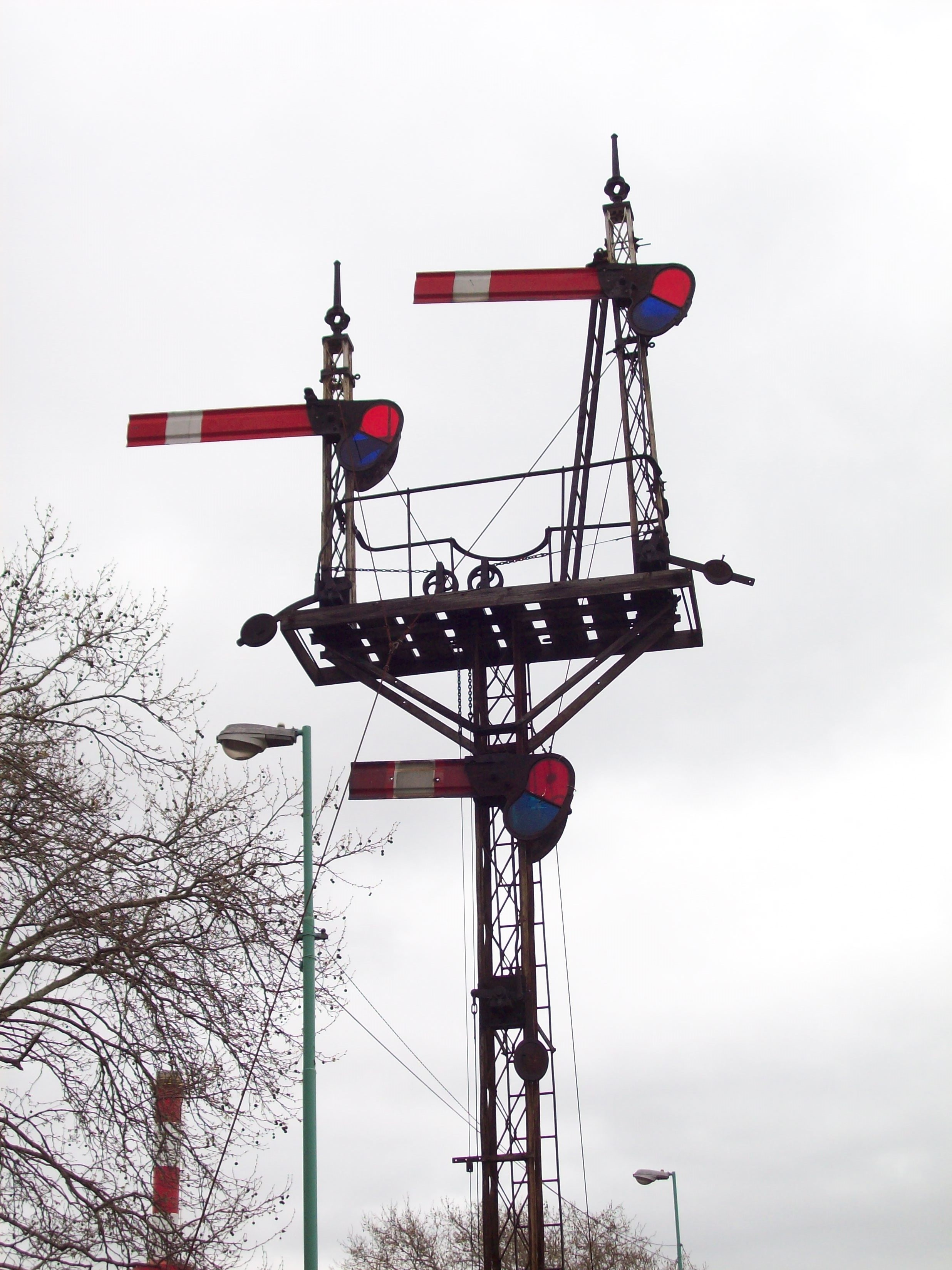
Señales absolutas y debajo una señal de llamada, a la entrada de Berazategui.

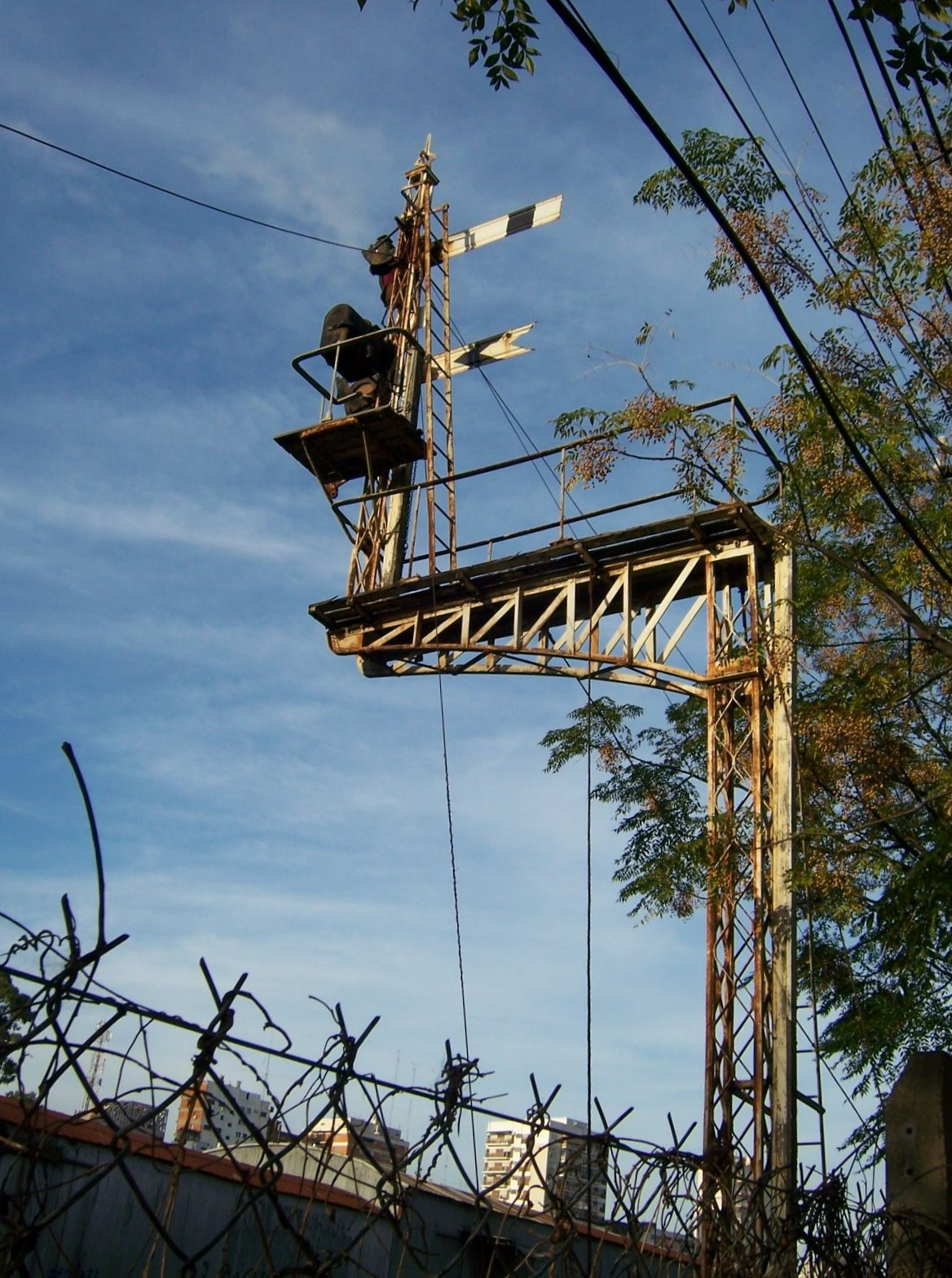
Mástil de señales en Colegiales, absoluta y distancia, vistas antagónicamente

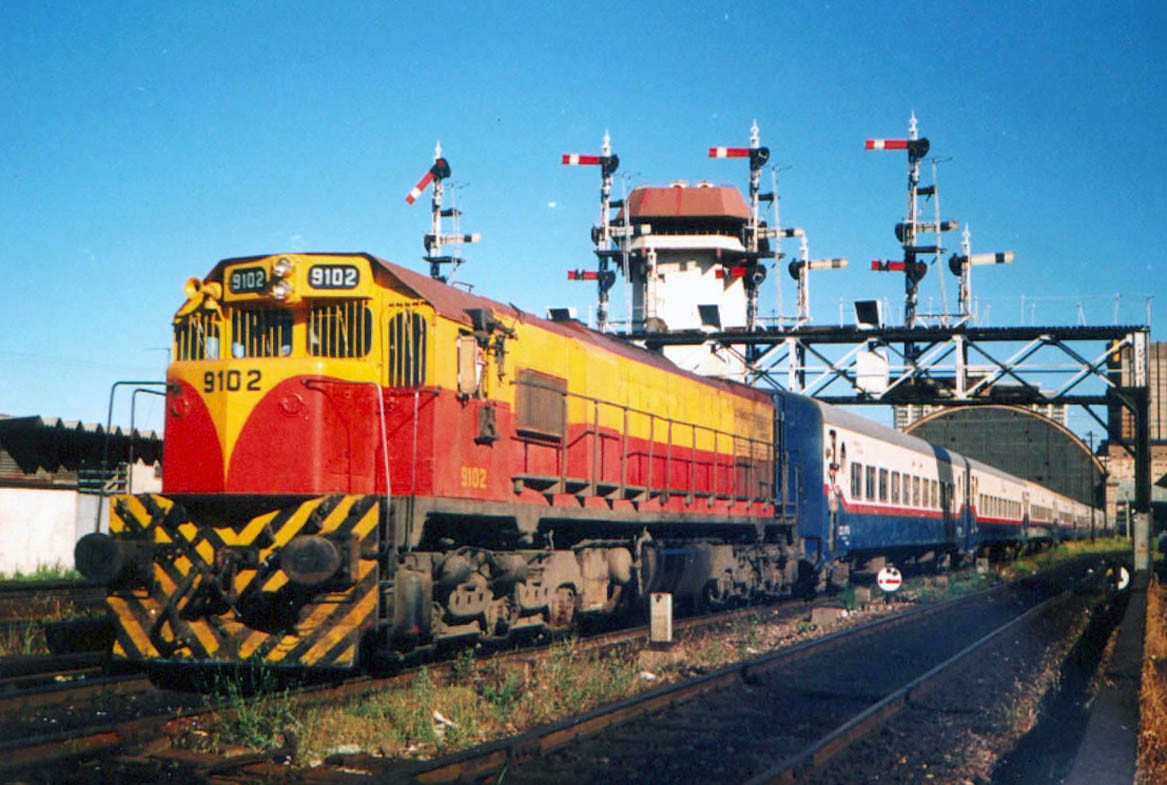
Atrás de la locomotora General Motors GT22CW, se encuentra un puente de señales ferroviarias, se pueden distinguir señales de peligro y maniobras. Al lado del tren hay una señal enana.

Desde el comienzo del Ferrocarril en la República Argentina, en 1857, hasta nuestros días ha tenido poco cambio en el sistema de señalización Ferroviaria Argentina y operación de tráficos, ha diezmado con gran intensidad el uso del sistema de señalización ferroviaria mecánica, salvo en casos puntuales.
A continuación se dará una descripción de los diferentes tipos de señal según el trabajo que realiza, si es de carácter de maniobra, para gobernar una vía principal o el ingreso a un apartadero. Esta reglamentación está definida en el Reglamento Interno Técnico Operativo (R.I.T.O.), que tenía Ferrocarriles Argentinos, actualmente se la denomina Reglamento Operativo (R.O.).

## Señales fijas
El sistemas de señalización que se empleaba era el de dos y tres posiciones. Ambos sistemas de señales se efectúan con los brazos colocados al lado izquierdo del mástil, en la dirección de la marcha de los trenes, o con las luces indicadoras de los brazos.
Por regla general los postes que llevan las señales fijas se instalan en el lado izquierdo de la vía que gobiernan, según sea la dirección de los trenes, salvo que por razones de visibilidad o espacio sea conveniente ubicarlos en otro lugar.

### Especificaciones de las señalizaciones según el R.I.T.O.

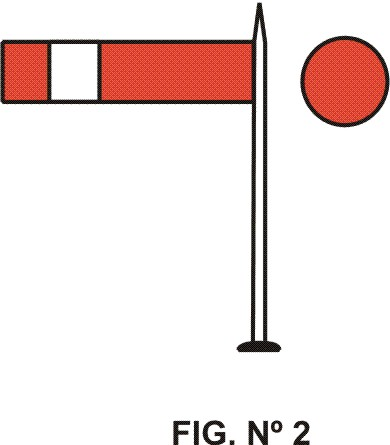
Señal de entrada, entrada exterior salida o salida avanzada.

### Art. 110 - Señales absolutas
A) Con excepción de las señales de distancia, todas las demás señales fijas son absolutas y estando a peligro obligan a los conductores a emplear cuantos medios se hallen a su alcance para detener su tren antes de pasarlas.

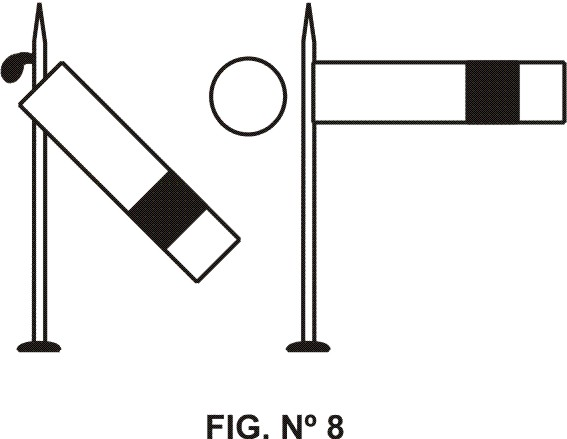
Señal absoluta y señal de advertencia vistas desde atrás.

B) Empero, podrán ser pasadas a peligro en las siguientes circunstancias:
- 1.º: Estando a Vía-Libre otra señal del mismo grupo y que corresponda a la misma vía. En señalización de tres posiciones o aspectos podrá, asimismo, ser pasada si la otra señal del mismo grupo y vía indica precaución.

- 2.º: En operaciones de maniobras, en las condiciones dispuestas en el Art. 371.

- 3.º: En el caso de descompostura de la señal, bajo las condiciones establecidas en el Art. 143.

- 4.º: Al ser admitido a una vía desprovista de señal de entrada, cuando se le exhiban señales de mano desde el primer cambio de entrada. Art 270.

- 5.º: Al dársele entrada a una vía que no está libre en toda su extensión, en las condiciones que determina el Art. 270.

- 6.º: Al pasar por una estación de vía sencilla, clausurada, según dispuesto en el Art. 67, inciso i).

- 7.º: Cuando haya de permitir que la primera parte de un tren cortado entre en la sección de adelante, en las condiciones del Art. 309.

- 8.º: Cuando haya que permitir la entrada de una locomotora o tren en una sección de bloqueo sin tener Vía-Libre de la estación de adelante, según lo dispuesto en los Arts. 54, 55, 302 y 311.

- 9.º: Cuando haya que despachar un segundo tren (observando marcha) a otro en las condiciones que determina el Art. 71.

- 10.º: En cualquier otra circunstancia excepcional en que se les exhiban señales de mano al efecto desde el pie de la señal.

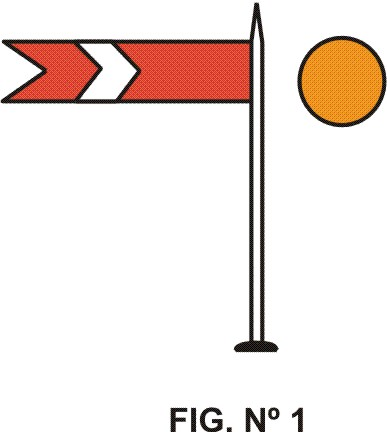
Señal de distancia.

### Art. 111 - Señal de distancia
A) 1. Esta señal está colocada, como norma general, a una distancia que varía entre los 600 y 800 metros antes de la primera señal absoluta.
- 2. Donde la estación de bloqueo de atrás está muy próxima, la señal de distancia se encuentra en el mismo poste y debajo de la última señal absoluta de aquella estación.

- 3. Si la última señal absoluta queda a menor distancia que la indicada en el punto 1, habrá otra debajo de la señal absoluta de más atrás.

B) Donde, adelante de dos o más señales que gobiernan la entrada a vías divergentes, hay una sola señal de distancia, ésta corresponde a otro tren que la pase.
C) 1. La señal de distancia es única y exclusivamente indicadora de la posición de sus correspondientes señales absolutas.
- 2. Estando a precaución indica al conductor que debe estar preparado a detener su tren en la próxima señal absoluta, la que puede hallarse a peligro.

- 3. Estando a Vía-Libre indica que todas las señales absolutas manejadas desde el mismo marco de palanca y correspondientes a la misma vía también se hallan en dicha posición, pero esto no exime al conductor de la responsabilidad de comprobar la indicación de aquellas.

### Art. 112 - Señal de entrada
A) 1. Es la primera señal absoluta que se encuentra después de pasar la señal de distancia o, a falta de ella, el disco de aproximación de bloqueo o, en su defecto, hasta la estaca de la primera cruzada del otro extremo de la estación. Tratándose de vías terminales, gobierna la entrada hasta los paragolpes.
- 2. Cuando gobierna la entrada de trenes a una sección de bloqueo (no habiendo señal ni cambios de salida) adquiere también las funciones de señal de salida.

- 3. Ciertas estaciones de bloqueo están dotadas de dos señales de entrada, ubicada una de ellas 400 metros antes de la otra. En estos casos se denominan señales de entrada primera (o exterior) y segunda (o interior) respectivamente.

B) 1. Estando a peligro obliga a parar.
- 2. Estando a Vía-libre indica que puede seguir la marcha.

- 3. Cuando la señal es puesta a Vía-Libre al estar el tren casi o completamente detenido en ella, significa que se debe avanzar preparado para determinarse en la próxima señal absoluta (si se encontrara a peligro) o, en su defecto, en la primera estaca de cruzada del otro extremo de la estación (si no se le exhibieran señales de mano para seguir).

### Art. 113 - Señal de salida
A) 1. Donde no hay señal de salida avanzada, es la señal que autoriza a seguir hasta la próxima estación de bloqueo y, por lo tanto, nunca debe ser empujada para operaciones de maniobras.
- 2. Donde hay señal de salida avanzada, es una señal intermedia que autoriza a avanzar hasta aquella.

B) 1. Estando a peligro obliga a parar.
- 2. Estando a Vía-Libre indica que se puede continuar la marcha.

- 3. Cuando la señal es puesta a Vía-Libre al estar el tren casi o completamente detenido en ella, significa que se debe avanzar preparado para detenerse en la señal de salida avanzada, si se encontrara a peligro, o en su defecto, que se puede seguir hasta la próxima estación de bloqueo.

### Art. 114 - Señal de salida avanzada
A) Esta señal se encuentra ubicada después de la señal de salida y autoriza a seguir hasta la próxima estación de bloqueo de adelante. Por lo tanto, nunca debe de ser empleada para operaciones de maniobras.
B) 1. Estando a peligro obliga a parar.
- 2. Estando a Vía-Libre indica que se puede seguir hasta la próxima estación de bloqueo.

### Art. 115 - Señal de entrada a desvíos
A) Es la señal que gobierna la entrada de desvíos hasta la próxima señal absoluta o, en su defecto, hasta la estaca de la primera cruzada del otro extremo de los desvío. Donde haya que pasar por cambios a mano gobierna la entrada hasta el primero de ellos.
B) 1. Estando a peligro obliga a parar.
- 2. Estando a Vía-Libre significa que se dispone de una vía para recibir el tren y, donde haya cambios a mano, que el cambista se halla en los mismos para hacer las señales correspondientes.

- 3. Cuando la señal sea puesta a Vía-Libre después que el tren está casi o completamente detenido en ella, indica que la vía en donde se admita el tren puede o no estar libre en toda su extensión o, donde haya cambios a mano que el cambista puede no estar en su puesto y, por lo tanto, listo para detenerse antes de alcanzar el primer cambio a mano u obstáculo.

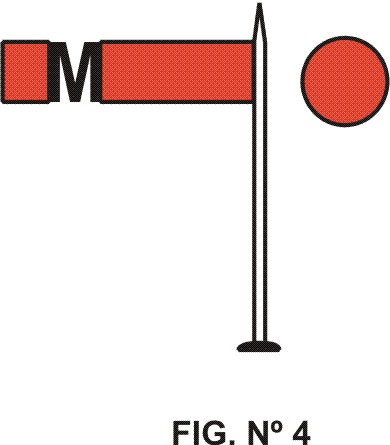
Señal de maniobras identificada con una M.

### Art. 116 - Señal de maniobras

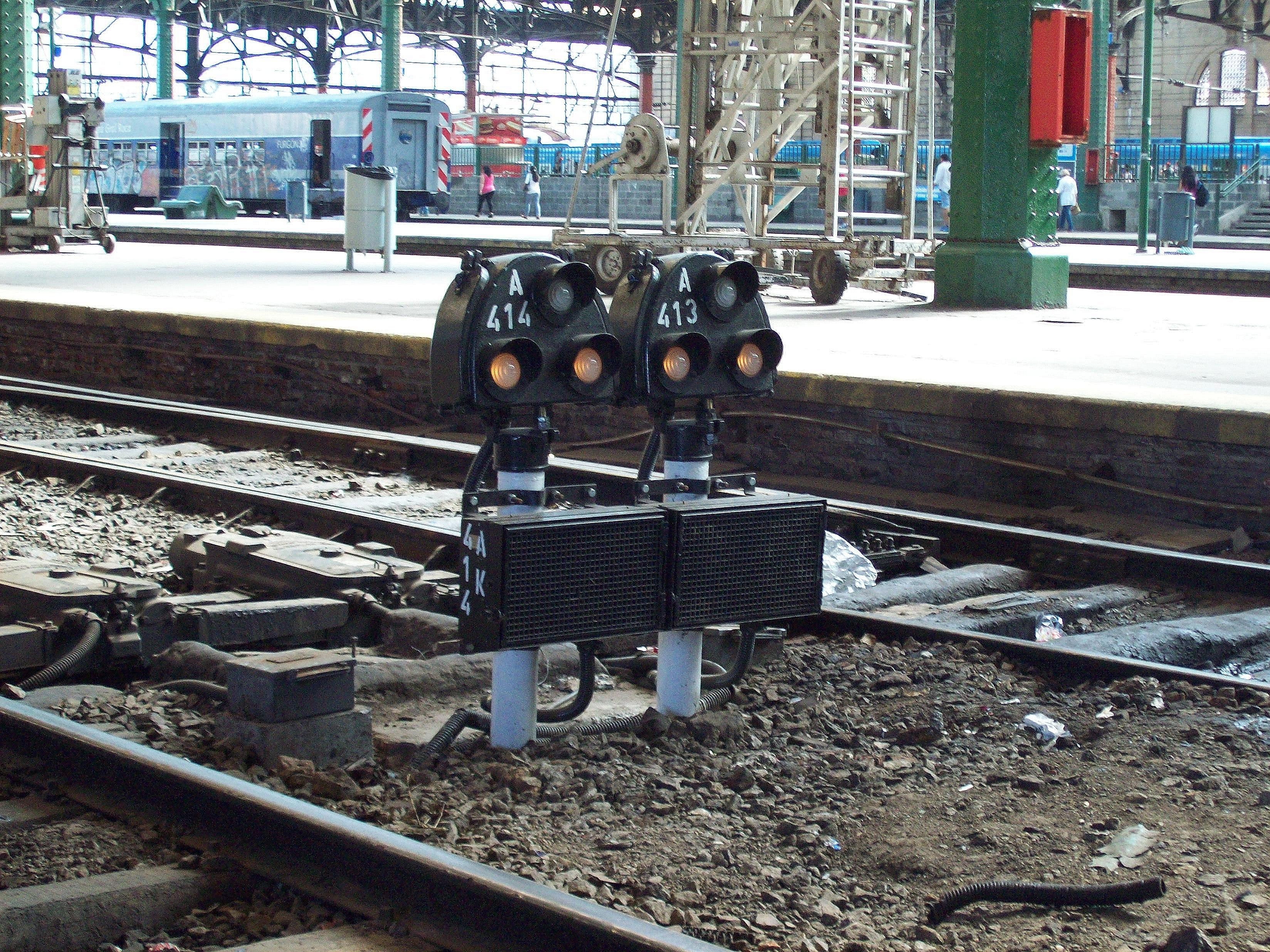
Señales eléctricas en Plaza Constitución, que indican como están dispuestos los cambios de vías.

A) Esta señal nunca autoriza a seguir hasta la próxima estación de bloqueo.
B) Estando a peligro obliga a parar.
C) Estando a Vía-Libre indica que se puede avanzar lo suficiente para la maniobra a efectuar.
- Los conductores deben no obstante, estar atentos para detener la marcha:

- 1. Antes de alcanzar cualquier obstrucción.
- 2. Al recibir señales de mano para parar.
- 3. Antes de pasar cualquier cambio a mano, a menos que se exhiban señales para seguir.
- 4. Al encontrar una señal absoluta a peligro.

D) En señalización de tres posiciones o aspectos, en la de Vía-Libre esta señal indicará precaución, quedando el conductor sujeto a las indicaciones precedentes. Las señales luminosas también llevarán una letra "M" que las distinga.

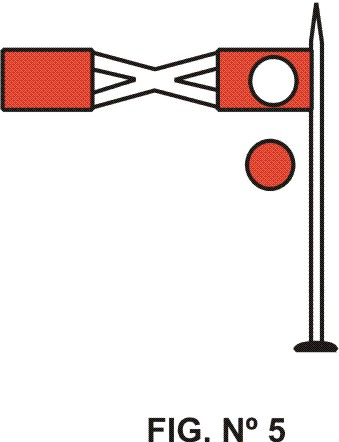
Señal que autoriza a entrar a vía contraria.

### Art. 117 - Señal que autoriza a entrar a vía contraria
A) Esta señal autoriza a entrar y circular por un trecho determinado de vía contraria.
B) 1. Estando a peligro obliga a parar.
- 2. Estando a Vía-Libre indica que se puede avanzar por vía contraria hasta un punto determinado.

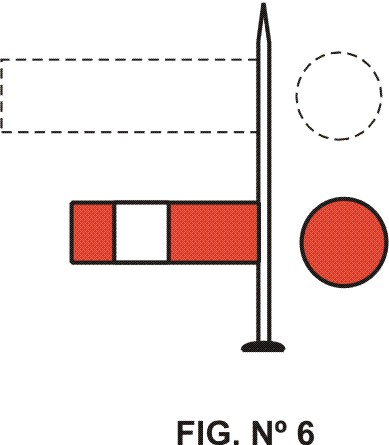
Señal de llamada.

### Art. 118 - Señal de llamada
A) Es un brazo pequeño colocado debajo del brazo de una señal de entrada, o del de una salida donde hay una señal avanzada.
B) Si está puesta a Vía-Libre la señal de llamada, el conductor deberá entender que la vía gobernada por el brazo superior no está libre en toda su extensión; o que puede acercarse a la próxima señal a peligro: o a un lugar determinado por las señales de mano que se le hagan y, por lo tanto, debe avanzar con la precaución necesaria.
C) La señal de llamada no deberá bajarse hasta que el tren haya sido detenido en ella o haya reducido la velocidad lo suficiente para entrar con precaución, quedando el conductor sujeto a las indicaciones precedentes.

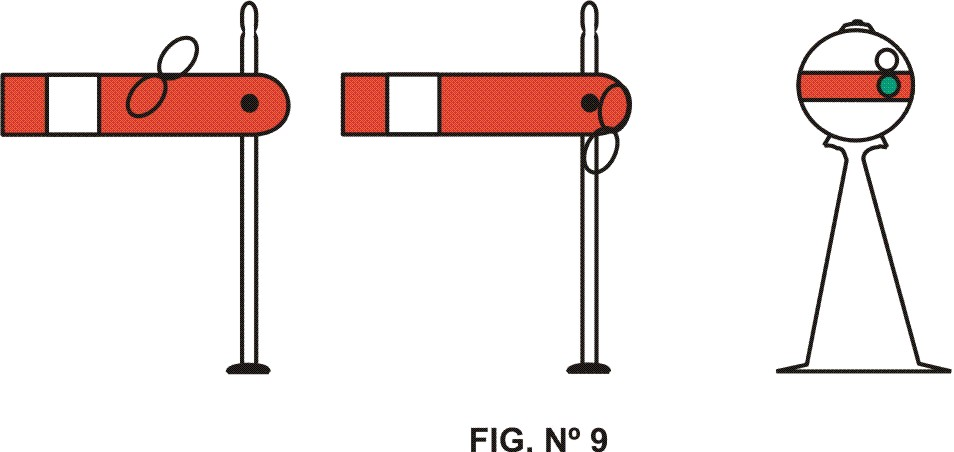
Tres señales enanas.

### Art. 119 - Señal enana
A) Estando a peligro obliga a parar, a menos que haya otra señal que gobierne la misma vía se encuentre en posición de Vía-Libre.
B) Hallándose a Vía-Libre, tiene el mismo significado que una señal de maniobras.

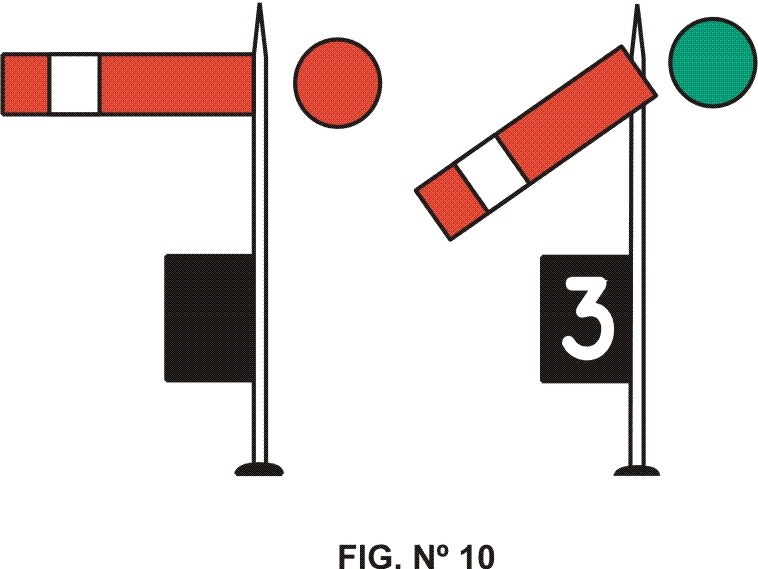
Señal con indicador de ruta.

### Art. 120 - Señal con indicador de ruta
A) Los indicadores de ruta son utilizados donde un solo brazo o luz de señal controla más de una vía.
B) 1. Funciona siempre en combinación con el brazo o luz de la señal y, estando ésta en peligro, no muestra letra o número alguno.
- 2. Estando la señal a Vía-Libre o precaución (en señal de tres indicaciones) muestra el número o letra de la vía para la que están dispuestos los cambios.

C) El indicador de ruta queda supeditado completamente a la señal con que funciona y bajo ninguna circunstancia debe considerarse que la sola exhibición de la letra o números autoriza a pasar aquella a peligro.

### Art. 121 - Señales automáticas

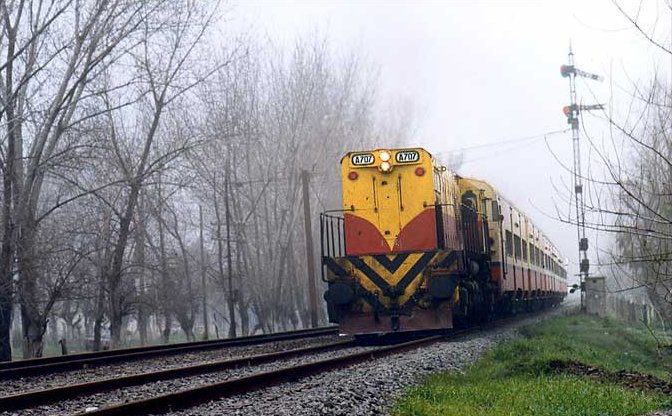
Formación de la concesionaria Metropolitano conservando un esquema de pintura de Ferrocarriles Argentinos con vía libre.

A) Las señales automáticas se distinguen por sus brazos que terminan en forma de lanza o por llevar una letra "A" en el poste. Las hay con brazo de tres posiciones o luminosas de tres o cuatro aspectos. También existen de dos posiciones, que combinando el brazo absoluto con uno similar al de señal de distancia, colocado debajo, las equipará a las de tres posiciones.
B) Estas señales son accionadas por los mismos trenes mediante circuitos eléctricos de vía. Cuando las pasa el primer vehículo de un tren toma automáticamente la posición de peligro y permanece así hasta que el tren haya librado la sección de recubrimiento.
C) 1. Como norma se emplea el "Recubrimiento Entero", con cuyo sistema cada tren va protegido por dos señales a peligro y una a precaución más atrás, las cuales van cambiando sucesivamente de la indicación de peligro a precaución y de esta última a Vía-Libre a medida que se aleja el tren.
2. Cuando se usa el "Recubrimiento ordinario" el tren va protegido como mínimo por una señal a peligro y una a precaución, más un trecho de vía que se da como recubrimiento ordinario.

### Art. 122 - Señales semi-automáticas
A) Estas señales son de características similares a las no automáticas.
B) Funciona ordinariamente en igual forma que las señales automáticas, pero en caso necesario pueden ser operadas desde un punto de control.
C) Su posición normal depende de las necesidades o de la protección que deban prestar.

### Art. 123 - Contraluces de señales
A) Las señales que no dan frente a la estación o garita que las maneja, están provistas de contraluces.
B) Cuando una contraluz es visible, indica que el brazo está en la posición horizontal y que el farol está encendido.
C) Al bajar la señal su contraluz queda tapada, pero esto no significa que el brazo está en debida posición de Vía-Libre.
D) Estando la palanca en posición normal, si no se viera la contraluz, significa que el brazo no está en posición horizontal o que la luz se ha apagado y en el acto deben tomarse medidas para que sea ajustado el cable o encendido el farol.

### Art. 124 - Repetidores de señales para los conductores
A) Estos repetidores dan señales luminosas durante el día y la noche para indicar la posición de la próxima señal de semáforos.
B) La luz verde en el repetidor indica que la señal está a Vía-Libre y la anaranjada que está en precaución o peligro, según se trate de señal de distancia o absoluta.
C) Están colocados antes de la señal que repiten y permiten que los conductores conozcan desde una distancia prudencial la indicación de la misma, aun cuando la niebla u otro factor dificulten la visibilidad. 

### Art. 125 - Repetidores de señales para el personal que las maneja
Las señales que están ubicadas fuera de la vista del empleado que las maneja o del de la estación de bloqueo contigua, son repetidas en el punto de donde se manejan por medio de dispositivos eléctricos que indican la posición del brazo o si el farol está encendido o apagado, a efectos de que éste pueda subsanar cualquier anomalía.

### Art. 126 - Señales en paragolpes de vías terminales
A) En el paragolpe de toda vía terminal a la cual entran trenes de pasajeros o mixtos, deberá colocarse durante la noche y en tiempo de niebla un farol proyectando luz roja hacia el lado en que se aproximan los trenes.
B) Cuando se estacione algún vehículo en la vía terminal, el farol se colocará en la cabecera de éste.

### Art. 127 - Señales de luces intermitentes en los pasos a nivel
A) En determinados pasos a nivel existen luces intermitentes y campanillas automáticas de alarma para anunciar al público la proximidad de los trenes.
B) Al acercarse a las mismas los conductores deben fijarse en su luz de costado para comprobar si funciona normalmente, dando cuenta, en caso contrario, en la primera estación, por medio de una nota si el tren no tuviera parada.
C) 1. Las estaciones o garitas provistas de repetidores de estas señales vigilarán su normal funcionamiento por ese medio.
- 2. Al notar o ser avisado de que una de esas instalaciones no funciona debidamente, el jefe o señalero lo comunicará sin demora al servicio de Señales y Telecomunicaciones para su arreglo.

D) 1. Cuando no funcionen estas señales en un paso a nivel sin barreras el jefe deberá disponer que se destaque un empleado provisto de bandera y farol para prevenir al público de la aproximación de los trenes.
- 2. Mientras no se haya cumplido este requisito el jefe o señalero dará cuenta a la estación vecina y ambas estaciones prevendrán a los conductores para que observen precaución en el lugar. Se avisará de ello también a la Oficina de Control.

E) En los casos en que una señal que gobierna la circulación de los trenes esté ligada con la instalación, si la primera se descompusiera, se deberá invertir igualmente su palanca para que funcionen las luces o campanillas del paso a nivel.

## Discos de aproximación y tableros fijos

### Art. 128 - Discos de aproximación
La cara de estos discos expuesta a los trenes que se aproximan a la estación etc., está pintada de blanco y la otra de negro. No llevan luz alguna. Sirven para orientar al personal de conducción.
- Disco de aproximación a estación: es un disco de color blanco, vista antagónicamente es un disco de color negro. Estos discos se colocan como mínimo a 1400 metros antes de los límites de la estación de bloqueo.

- También existen discos de aproximación a puentes cerrados, colocados unos 500 metros antes de éstos, con el fin de prevenir al personal de trenes. Es similar al disco de aproximación a estación, pero cruzados con dos rayas negras horizontales.

- Igualmente existen discos de aproximación a los apeaderos, colocados a unos 500 metros antes de los mismos. Es similar al disco de aproximación a estación, pero se le agrega una franja negra oblicua.

### Art. 129 - Tableros fijos, indicadores de velocidad
Se emplean para indicar la velocidad máxima en km/h a que deben circular los trenes en un determinado punto establecido en el Itinerarios de Servicio.
Son de fondo blanco y la velocidad la expresan en números negros.

### Art. 130 - Tableros indicadores de precaución
Se emplean para indicar los extremos de un trecho de vía en el cual los trenes deben observar temporalmente una precaución determinada en la siguiente forma:
A una distancia de 800 metros del comienzo de la parte de vía efectuada, un tablero amarillo con una cruz negra en su centro. De noche lleva un farol con luz anaranjada hacia el frente.
En el punto donde empieza la precaución, un tablero y luz como el anterior, pero llevando en números la velocidad a observar en km/h. 
Si en el trecho de vía más adelante hubiera necesidad de establecer una velocidad distinta, se colocará otro tablero igual con la que corresponde.
En el punto donde termina la restricción, un tablero como los anteriores pero llevando una letra T y de noche una luz verde.

### Art. 131 - Tableros indicadores Silbe
Se emplean para indicar a los conductores de trenes puntos en los cuales, por cualquier motivo especial, deben tocar un silbato largo de atención.

## Cómo se deben operar las señales verticales

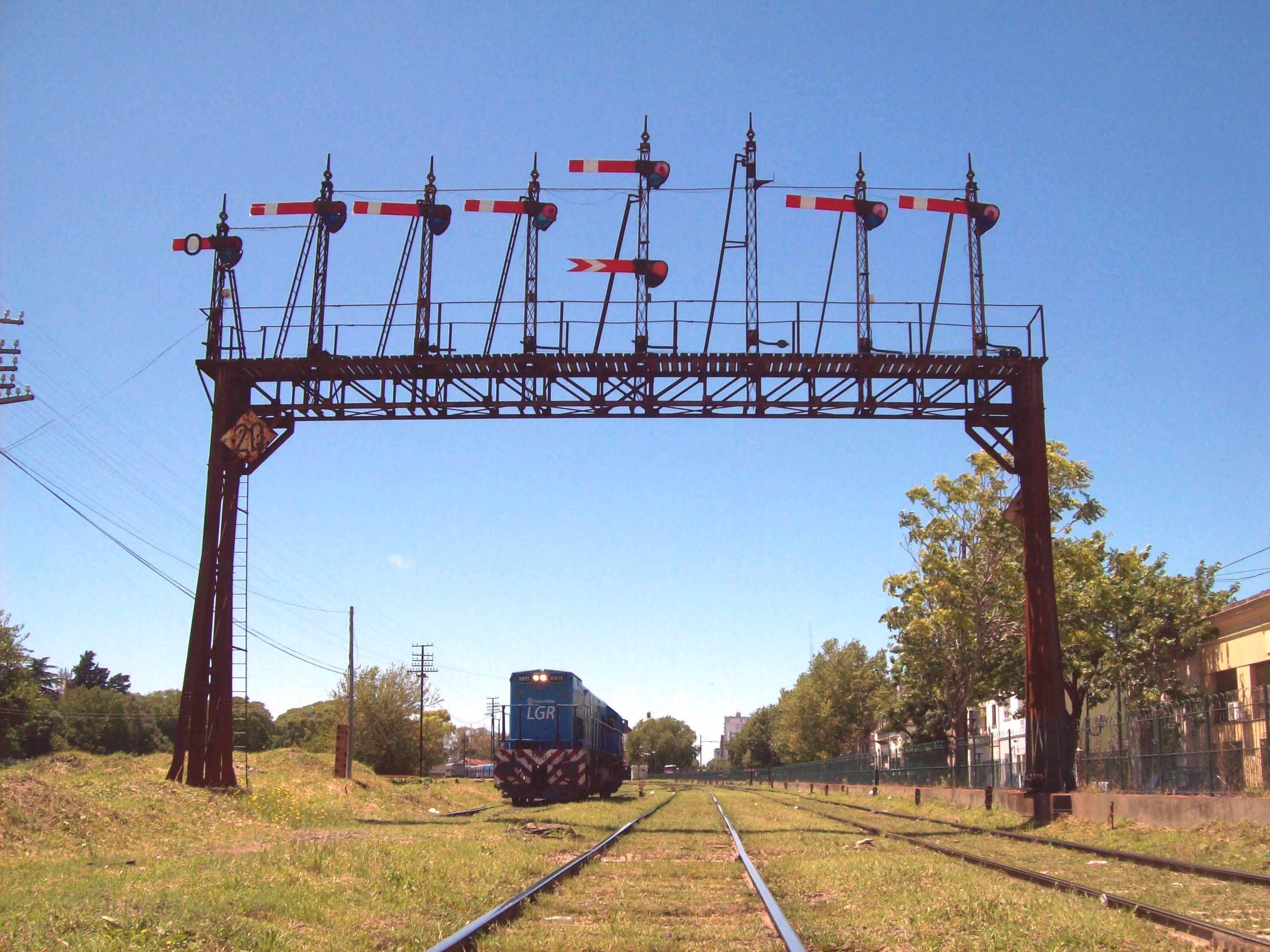
Puente de señales de la Estación La Plata.

### Art. 132 - Obligación de controlar las indicaciones de las señales
A) Todo empleado que maneja señales debe vigilar sus indicaciones para asegurarse de que no haya nada anormal.
B) Al invertir o normalizar la palanca, deberá comprobar que la señal dé la indicación correspondiente a la posición de la misma.
C) Si el brazo de una señal no correspondiera debidamente al movimiento de su palanca debe ajustarse al cable con el regulador, y, si aun así no muestra la debida indicación, se debe revisar el alambre para cerciorarse que no esté enredado u obstruido, procediendo, si fuera necesario, de acuerdo con el inciso d) del Art. 146.
D) 1. Donde la señal de distancia de una estación de bloqueo está ubicada en el mismo poste que una señal absoluta de la estación contigua, o cerca de ella, los empleados de esta última deben velar por su debido funcionamiento y por que la luz sea encendida cuando es necesario y sea bien visible, avisando a la estación de bloqueo de donde se maneja, de cualquier deficiencia que notaran.
- 2. Esto no exime al empleado que la maneja de la obligación de controlar su funcionamiento, si ello es factible.

### Art. 133 - Cuándo deben bajarse las señales
A) No se bajará ninguna señal absoluta hasta que el trecho de vía que gobierna esté libre en toda su extensión. Exceptuándose de esta disposición las señales de entrada a desvíos, en los casos previstos en el Art. 115, y las de maniobras enanas.
B) 1. Deberá evitarse en todo lo posible bajar las señales con mucha anticipación, procurando hacerlo, sin embargo, a tiempo para no ocasionar reducción de marcha innecesaria al tren que se aproxima.
- 2. Tratándose de un tren observando marcha a otro, las señales se operarán conforme a lo dispuesto en el inciso b) del Art. 76.

C) Cuando una señal de marcha de maniobras debe gobernar la entrada o el avance de un tren que aún no se ha detenido, no debe ser bajada hasta que el mismo haya reducido la velocidad como para poder detenerse en el punto donde debe hacerlo.
D) 1. Cuando la próxima señal absoluta -manejada desde el mismo marco de palancas- está a peligro, se bajará la señal anterior recién cuando el conductor haya dominado por completo la marcha del tren y lo haga saber por medio de los toques de silbato (──── ──) dispuestos en el Art. 255.
- 2. El hecho de haber recibido los toques mencionados, no exime al empleado que maneja las señales de la obligación de mantener éstas a peligro si puede comprobar que el tren no ha reducido suficientemente la marcha.

- 3. Quedan exentos de esta disposición los trenes con parada asignada por Itinerario, pudiendo bajárseles las señales de entrada aun cuando la de la salida esté a peligro (siempre que haya) y se mantendrá un trecho no menor de 200 metros de Vía-Libre adelante de la señal de salida y los cambios dispuestos para el mismo.

- 4. Es entendido que no debe considerarse libre el trecho de 200 metros mencionado, si se aproxima otro tren al mismo que podría obstruirlo, aunque sea indebidamente.

E) En las estaciones dotadas de señales de entrada solamente, para bajar ésta se procederá en igual forma que si existiera señal de salida.
F) No debe bajarse una señal que gobierna la entrada de trenes a una sección de bloqueo, sin haber obtenido la correspondiente Vía-Libre para el tren.

### Art. 134 - Manejo de la señal de distancia en estaciones desprovistas de señal de salida
En estaciones dotadas de señales de entrada y distancia solamente, no se bajará esta última hasta que se haya obtenido Vía-Libre y los cambios de salida se halen debidamente dispuestos y las cruzadas libre para el paso del tren; es decir, se manejará la señal de distancia como si existiera una señal de salida.

### Art. 135 - Cuándo deben normalizarse las señales
A) Cada señal debe ser repuesta a su posición normal una vez que el último vehículo del tren haya librado los cambios protegidos por ella, ya sean de punta o de talón y estén no asegurados con cerrojo y barra de seguridad o por cualquier otro medio. Si la señal enclava barreras se esperará también a que el tren libre el paso a nivel afectado.
B) Cuando la señal no protege cambios ni está enclavada con barreras, se normalizará tan pronto la cola del tren la haya pasado.
C) En caso de que un tren pare antes de librar la señal, cambios, etc., deberá ser repuesta a peligro.

### Art. 136. - Reposición de señales a peligro antes de ser pasadas por el tren
A) 1. Cuando fuera necesario reponer una señal a peligro antes de que sea pasada por el tren para el cual fue bajada, no se deberá modificar la posición de los cambios de la vía afectada, salvo que un peligro inmediato así lo aconseje, ni se permitirá obstruir dicha vía hasta que el tren se haya detenido en la señal.
- 2 Tratándose de un tren que ya estaba detenido, deberá esperarse un minuto antes de permitir obstruir la vía o modificar la ruta ya dispuesta para el mismo.

b) Salvo en caso de emergencia, no deberá reponerse una señal a peligro ante un tren aproximándose, si ello obligara a efectuar una frenada brusca.

### Art. 137 - Observación de las señales hasta último momento
A) No obstante haber comprobado la inclinación de Vía-Libre de una señal desde una distancia atrás, los conductores deben seguir atento a ella hasta trasponerla, por si finalmente cambiara su indicación para prevenir un peligro.
B) Cuando un tren se halle detenido ante una señal absoluta que está a Vía-Libre, antes de arrancar debe fijarse nuevamente en su posición.

### Art. 138 - Señales a Vía-Libre. Obligación del conductor de fijarse en la vía
El hecho de encontrarse las señales a Vía-Libre no exime a los conductores de trenes de la obligación de vigilar la vía adelante.

### Art. 139 - Señales a Vía-Libre no autorizan la inobservancia de paradas asignadas
El hecho de encontrarse a Vía-Libre todas las señales de una estación, no exime a los conductores de la obligación de observar las paradas - sean fijas o facultativas - que se les haya asignado por itinerario, Boletín Semanal de servicio, Circular, etc.

### Art. 140 - Detención de trenes por medio de las señales contrarias
A) Cuando, después de haber salido un tren fuera indispensable detenerlo para evitar un accidente u otra causa justificada, se lo bajará y subirá repetidas veces el brazo de una de las señales contrarias, de ser posible una que quede adelante del tren, haciendo el mismo tiempo señales de mano de peligro.
B) Como el empleo de la señal de distancia para hacer la advertencia descripta en el inciso anterior hace necesario mantener bajas sus correspondientes señales absolutas antes de recurrir a ello debe tenerse la seguridad de que dichas señales no serán acatadas por cualquier tren que se encuentre en o aproximadamente a la estación.
B) Los conductores, al salir o pasar por una estación deberán fijarse también en las señales contrarias para poder detener su tren si fueran accionadas en la forma ya expresada.
D) Cuando cualquier señal correspondiente a la vía sobre la cual está corriendo un tren es bajada y subida varias veces, debe ser considerada como indicación de peligro y obliga a parar.
E) Al notar los guardas que una señal es bajada y subida repetidas veces, aplicarán el freno neumático con prudencia y, a falta de éste, apretarán y aflojarán repetidas veces el freno de mano. Exhibirán también señales de mano a peligro al personal de conducción y sacarán los discos o darán vuelta los faroles de cola.
F) Los conductores de trenes detenidos en la estación o circulando por vías contiguas que advirtieran las señales indicadas precedentemente, tratarán de llamar la atención del personal del tren a que son dirigidas con toques de silbato u otro medio.

### Art. 141 - Señales fuera de servicio

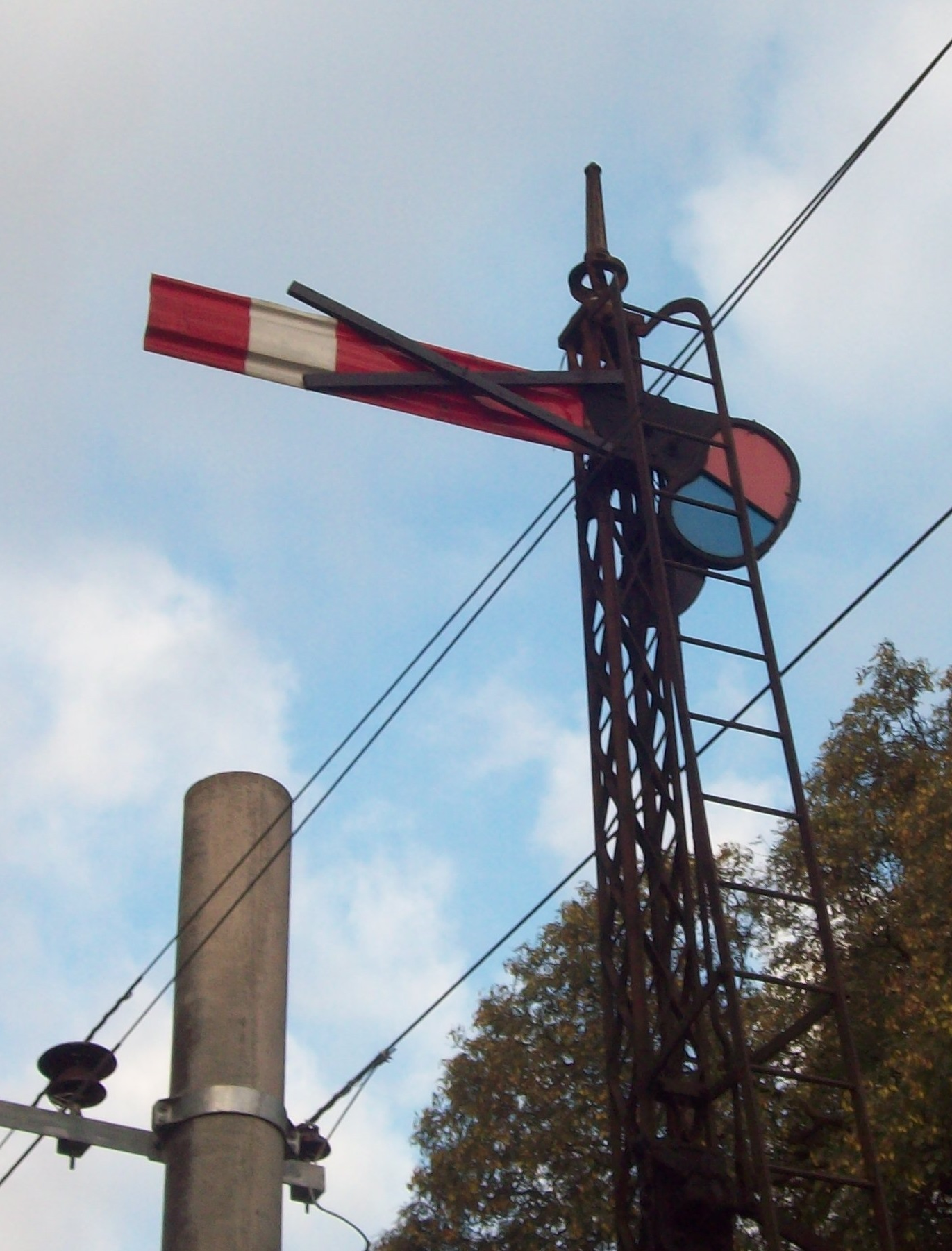
Señal absoluta fuera de servicio, lleva dos listones negros cruzados en su cara roja y blanca visible.

Una señal de cualquier clase que esté afuera de servicio mostrará en el brazo dos listones cruzados. Tratándose de señales luminosas los listones, se colocarán en su poste.
Tales señales permanecerán sin luz, debiendo, considerarse como no existentes.
Tales señales permanecerán sin luz, debiendo considerarse como no existentes.

### Art. 142 - Falta de señal o señal mal exhibida.
A) 1. La falta de una señal donde ordinariamente se exhibe, una señal donde ordinariamente se exhibe, una señal imperfectamente exhibida, semibaja o en cualquier otra forma dudosa, debe ser interpretada como la indicación más restrictiva dada por la señal concerniente, o sea precaución si se trata de una señal de distancia y peligro si fuera una señal absoluta.
2. Asimismo obliga a parar la falta de una de las luces de un poste dotado de varias señales que correspondan a la vía sobre la cual marcha el tren.
B) Comprobado por el conductor del tren que se trata de una señal con el farol apagado o un vidrio roto, el tren podrá seguir la marcha siempre que la posición del brazo o la luz de una señal lo permita.
C) En todos estos casos se dará Aviso de la anomalía para que sea subsanada cuanto antes.

### Art. 143. - Proceder del conductor en caso de señales descompuestas.
A) Al transcurrir dos minutos de estar detenido en ella y previa comprobación o presunción por el conductor del tren de que una señal automática se halla descompuesta y siempre que la vía se encuentre despejada hasta la próxima señal, si es que puede distinguirse, o, en su defecto, hasta el límite de la visibilidad, podrá seguir la marcha con la precaución necesaria para poder parar antes de alcanzar cualquier obstrucción, hasta la primera señal que funciona normalmente o hasta la primera estación o garita, donde deberá detenerse para dar cuenta de la anormalidad.
B) Tratándose de una señal absoluta no automática descompuesta, el conductor deberá detenerse hasta que le hagan señales de mano desde el pie de la misma a menos que se proceda de acuerdo con lo dispuesto en el inciso e) del Art. 166. Si la señal está provista de teléfono, se comunicará con el señalero o empleado que la maneje, acatando sus instrucciones.

### Art. 144 - Deficiencias en la visual de las señales
Cuando, por nuevas instrucciones o crecimiento de árboles, la visibilidad de una señal quede obstruida o disminuida para los conductores de trenes o el personal que la maneja, es deber de los mismos denunciar el hecho sin demora a sus superiores.

### Art. 145 - Prohibición de manejar las señales sino por las palancas
Queda terminalmente prohibido hacer funcionar las señales tirando los alambres afuera de la garita o marco de palancas o de otra manera que no sea por medio de su respectiva palanca.

### Art. 146 - Prueba de señales y ajuste de sus palancas
A) Diariamente, en el turno de la noche, el señalero o el encargado de manejarlas, en los intervalos entre trenes corroborará todas las señales que no se usen con frecuencia, dejando constancia de ellos en el registro de trenes.
B) Al reabrir una garita que estuvo clausurada durante un turno o más, el señalero deberá de probar todas las señales en los primeros intervalos que haya entre los trenes.
C) Si al accionar una palanca de una señal, el brazo no toma la correcta posición de peligro, precaución o vía libre, según el caso, se debe regular el alambre para que el brazo vaya a su debida posición.
D) Si el regulador no permite que se afloje el alambre lo suficiente para que el brazo de una señal vuelva a la posición horizontal, se debe de desconectar el cable para que la señal tome dicha posición.
E) El empleado que maneja las señales, al dejar servicio, debe comunicar al que lo releva el estado de funcionamiento de esta.

### Art. 147 - Cuidado de las luces de señales
A) Los jefes, señaleros y demás personal de estación deben vigilar que las luces de señales sean mantenidas en debido estado y dispondrán que se subsane en seguida cualquier deficiencia que notaran.
B) Los vidrios de los anteojos de las señales deben mantenerse en buen estado de limpieza.
C) Los conductores de trenes deben informar sin demora toda irregularidad que notaren.

### Art. 148 - Luces de señales - Encendido y apagado.
A) Todos los faroles de las señales e indicadores deben ser encendidos a la puesta del sol, o cuando exista mala visibilidad, a menos que se sepa con certeza que no pasará ningún tren o que solo vendrán trenes en una sola dirección. Este último caso se encenderán solo las señales de la dirección en que se espera el tren o trenes, salvo en los empalmes, donde también se encenderán las señales que gobiernan las vías que convergen en la misma dirección del tren o trenes esperados.
B) Todos los faroles de señales e indicadores deben ser apagados a la salida del sol, exceptuando donde está dispuesto que permanezcan encendidos día y noche. 
C) 1. En vía sencilla al clausurar una estación deben apagarse todas las señales e indicadores. Una vez pasado el último tren de una dirección se podrán apagar las señales e indicadores que gobiernan la marcha en ese sentido, apagándose las restantes cuando haya pasado el último tren de la otra dirección.
2. Si durante la clausura debieran circular trenes, se dejarán encendidas las señales de entrada, conforme se establece el inciso d) del Art. 57.
D) Cuando se espere un tren de una dirección deben permanecer encendidas todas las señales que gobiernen la marcha en ese sentido y los indicadores correspondientes a la vía o vías sobre la cual circulará, quedando prohibido apagar algunas señales por el hecho de que no se emplearán para gobernar un movimiento.
E) Las señales descompuestas deberán ser encendidas y apagadas como si estuviesen en funcionamiento.

### Art. 149 - Atención y limpieza de los faroles de señales e indicadores
A) Los faroles de las señales e indicadores deben mantenerse en perfecto estado de limpieza y conservación a fin de que proyecten luz buena y segura.
B) 1. Diariamente, al ser apagados, todos los faroles deben ser conducidos a la farolería, donde permanecerán hasta que sea la hora de encenderlos y colocarlos nuevamente en las señales.
2. Mientras estén en la farolería deberán ser limpiados con esmero, arregladas sus mechas y llenados los depósitos, siendo el jefe de estación responsable de que esto se haga en debida forma y por lo tanto, cuantas veces lo crea necesario, inspeccionará los faroles y sus luces.
C) Donde está autorizado por la superioridad mantener los faroles permanentemente encendidos, éstos deberán ser alimentados y limpiados dos veces por semana y cada 60 días llevados a la farolería para su limpieza general e inspección del jefe.
D) Para la limpieza y la atención de los faroles se observarán las siguientes instrucciones:
1. El farol debe ser bien limpiado en su parte interior y exterior, quitando el hollín que hubiera en el interior de la chimenea y tapa del farol. El vidrio de frente y contraluz deben ser mantenidos bien limpios.
2. El mechero debe ser limpiado periódicamente para evitar que se conglomere residuos en su interior. En la parte superior del conductor de la mecha existe una boquilla que tiene cuatro agujeros, uno en cada lado, y estos deben mantenerse destapados para permitir la circulación de aire. También deben quitarse de esta boquilla, raspándola suavemente, la incrustación por la mecha encendida.

## Funcionamiento mecánico

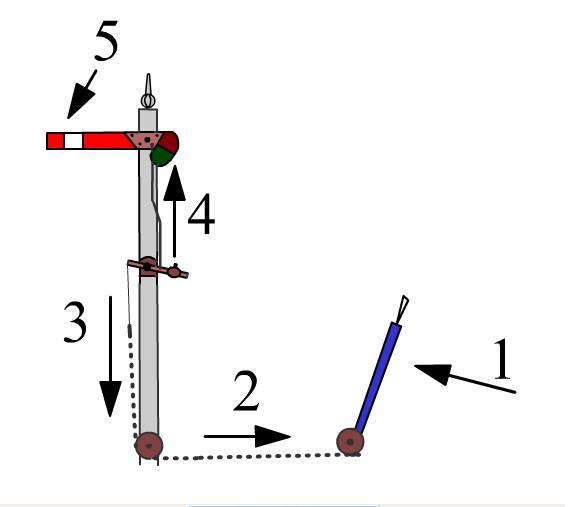
1) El operario acciona la palanca.
2) Los cables se contraen hacia la cabina.
3) De la polea del poste de la señal el cable que esta atado al bastón con el contrapeso.
4) Del contrapeso hay un tubo que empuja la señal hacia arriba.
5) El brazo efectúa el movimiento contrario y baja a vía libre.
Nota: algunos mecanismos pueden variar en distintos tipos de señales.

Las señales mecánicas ferroviarias (utilizadas siempre para trenes diésel-eléctricos), funcionan por movimiento de diferentes piezas mecánicas, como cables de acero, tensores, poleas y cadenas. 
Todo empieza cuando el operario en la cabina de señales acciona la palanca de una señal, esta contrae una larga (puede ser de 50 a casi 1000 metros) serie de cadenas y cables de acero. Al llegar a la señal, por tracción tira de un bastón, en el cual, del lado contrario de donde esta atado el cable, hay con un contrapeso, y en ese mismo lado hay un hierro que mueve directamente el brazo de la señal para arriba. Así, el brazo se baja a la posición de vía libre. 
Para levantar la señal en posición de peligro o precaución, el operario de la palanca debe efectuar el movimiento contrario. En el caso de que el cable de acero se corte, la señal quedará por defecto en peligro.

### Por la noche
Cuando es de noche, el maquinista no podrá ver el brazo a larga distancia, como para poder frenar si la señal se encuentra bloqueada. Para estos casos, la misma señal mecánica, es una señal luminosa por la noche. Al extremo del brazo, junto al poste, tiene una figura parecida a una "B", en donde hay dos vidrios de colores rojo o naranja para indicar peligro o precaución y verde para vía libre, a esto se lo conoce como anteojos. Cuando la señal se encuentra en posición de peligro, la luz ilumina el vidrio rojo o naranja, cuando el brazo se inclina a 45° en vía libre, la B se mueve quedando el vidrio verde iluminado.
Durante la noche, si una señal es observada desde atrás (cara blanca y negra), no podrían verse los anteojos de la señal, ya que son tapados por el foco o farol. Cuando la señal es vista desde atrás por la cabina de señales, el foco proyectara una luz (generalmente sin color alguno), cuando el brazo se encuentre en posición de peligro. En cambio, cuando se encuentre en vía libre una chapa tapara el agujero por donde sale la luz, así el operario de señales sabrá en que posición se encuentra la señal por la noche, sin tener que verla por su cara roja y blanca.